# Lago Champlain
Il lago Champlain (in francese: Lac Champlain) è un lago naturale di acqua dolce dell'America del Nord, che si estende prevalentemente entro i confini degli Stati Uniti d'America (Stati del Vermont e New York), ma parzialmente attraverso il confine fra gli Stati Uniti e la provincia canadese del Québec.

## Geografia
La parte compresa nello Stato di New York bagna la parte orientale della contea di Clinton e di quella di Essex; gran parte di questa zona è contenuta nella zona protetta del parco Adirondack. Le cittadine di Plattsburgh e Burlington si affacciano sulle rive settentrionali del lago, la città di Crown Point sulla riva occidentale e la cittadina di Ticonderoga è sita sulla parte meridionale del lago.
La parte appartenente alla provincia del Québec si trova nei territori comunali di Le Haut-Richelieu e di Brome-Missisquoi. Circa 250 000 persone ricevono acqua potabile dal lago. Il lago è alimentato dai fiumi Otter Creek, Winooski, Poultney, Missisquoi e Lamoille nel Vermont, e Ausable, Chazy, Boquet, Saranac e La Chute, nello Stato di New York. L'emissario è il Richelieu. Esso è collegato con il fiume Hudson dal canale Champlain.

## Mostri lacustri
Secondo alcune testimonianze criptozoologiche nel lago si aggirerebbe un mostro lacustre di nome Champ. Il lago in questione porta proprio il nome del francese Samuel de Champlain, il quale riferì di avervi visto strane creature mentre esplorava la zona fra il 1608 e il 1612. Sembra che già da secoli gli indiani del luogo tramandassero il racconto di un anfibio enorme che frequentava le acque del lago. Era definito chaousarou.
Il 5 luglio 1977 una turista di nome Sandra Mansi fotografò testa, collo e schiena di una presunta creatura che emergeva dal lago. Due anni dopo, uno strumento ad alta rilevazione tecnica segnalò che nell'acqua si muoveva qualcosa che misurava fino a quattro metri di lunghezza. Dei criptozoologi hanno sostenuto la fantasiosa ipotesi pseudoscientifica che si trattasse di un plesiosauro, un grande rettile acquatico estintosi da milioni di anni.